# Steverustita
La steverustita és un mineral de la classe dels sulfats. Rep el seu nom del col·leccionista britànic Steve Rust.

## Característiques
La steverustita és un sulfat de fórmula química Cu+Pb₅2+(S₂O₃)₃(OH)₅·2H₂O. És un cas molt rar d'un tiosulfat format naturalment. Químicament es troba relacionat amb la sidpietersita. Altres minerals tiosulfats plumbífers són la fassinaïta i el Sense nom (Pb tiosulfat). Va ser aprovada com a espècie vàlida per l'Associació Mineralògica Internacional l'any 2008. Cristal·litza en el sistema monoclínic. Segons la classificació de Nickel-Strunz, la steverustita pertany a «07.JA - Tiosulfats de Pb» juntament amb la sidpietersita.

## Formació i jaciments
Va ser descoberta a la mina Frongoch, a Pontrhydygroes, Ceredigion (Gal·les, Regne Unit). Ha estat descrita també a altres indrets de Gal·les i Escòcia.